# Lajos Steiner
Lajos Steiner (* 14. Juni 1903 in Großwardein; † 22. April 1975 in Castlecrag, New South Wales, Australien) war ein ungarisch-australischer Schachspieler. Lajos war der stärkste und erfolgreichste Spieler der dreiköpfigen „Steiner-Familie“, die Anfang der 1920er Jahre die ungarische Schachszene betrat und bald darauf auch das internationale Turniergeschehen mitgestalten sollte. Neben Lajos' Bruder Endre Steiner ergänzte noch deren Cousin Herman Steiner das Trio.

## Leben
Lajos Steiner wurde 1903 im damals ungarischen Großwardein (heute Oradea, Rumänien) als eines von vier Kindern geboren. Sein Vater, Bernát Steiner, war ein starker Klubspieler, der 1907 im ungarischen Nationalturnier in Székesfehérvár den jungen Richard Réti sowie den späteren Turniersieger Leó Forgács schlagen konnte.

### Werdegang in Europa und den USA
Steiner studierte von 1924 bis 1926 Maschinenbau am Technikum Mittweida und schloss das Studium als Ingenieur ab. Im Jahr 1923 machte Steiner schachlich zum ersten Mal auf sich aufmerksam, als er beim Carl-Schlechter-Gedenkturnier zusammen mit Ernst Grünfeld den geteilten 4.–5. Platz belegte. Vier Jahre später, 1927, siegte er in einem Turnier in Schandau und erzielte in Kecskemét einen seiner größten Erfolge: Er wurde mit nur einem halben Punkt hinter dem späteren Schachweltmeister Alexander Aljechin Zweiter, geteilt mit Aaron Nimzowitsch. Ein Jahr später, 1928 in Berlin, anlässlich des Jubiläums der Berliner Schachgesellschaft, gewann er gegen den späteren Turniersieger Nimzowitsch und schlug Großmeister wie Réti, Savielly Tartakower und Efim Bogoljubow (zur Partie gegen Bogoljubow siehe auch: Zwischenzug). Bei der FIDE-Amateurweltmeisterschaft desselben Jahres wurde er Zwölfter von 16 Teilnehmern.
Gegen Ende der 1920er Jahre arbeitete Steiner zwei Jahre als Ingenieur in den Vereinigten Staaten; nach seiner Rückkehr gewann er 1931 seine erste ungarische Meisterschaft (die zweite im Jahr 1936) und erzielte weitere gute Resultate in den Turnieren von Mährisch Ostrau 1933 (geteilter Zweiter), Maribor 1934 und in Wien 1935 (jeweils geteilter erster Platz) und in Wien 1938 (erster Platz). Steiner spielte 1931, 1933 und 1935 bei allen drei Schacholympiaden für Ungarn. Bei seinem ersten Einsatz am zweiten Brett (am Spitzenbrett spielte sein Bruder Endre) erreichte er das drittbeste Einzelergebnis. 1936 gewann er mit Ungarn die inoffizielle Schacholympiade in München und erreichte das zweitbeste Einzelergebnis am zweiten Brett.

### Zweiter Lebensabschnitt in Australien
Im Jahre 1936 bereiste Steiner Australien und nahm dort an der nationalen Meisterschaft teil, wo er zwar alle Partien gewinnen konnte, aber als Nicht-Australier nicht titelberechtigt war. Australien sollte nur wenige Jahre später sein Heimatland werden, da er aufgrund seiner jüdischen Abstammung noch vor Ausbruch des Zweiten Weltkrieges seine ungarische Heimat verlassen musste. Im März 1939 wurde er in Sydney sesshaft und heiratete wenige Monate später Augusta Edna Kingston, selbst eine gute Schachspielerin, die insgesamt sechsmal die Meisterschaften von New South Wales gewann. Steiner fand eine Anstellung als Bauzeichner und wurde 1944 eingebürgert. In seiner neuen Heimat gewann Steiner bei zehn Teilnahmen neunmal die Meisterschaft von New South Wales (1940/41, 1943, 1944, 1945/46, 1953, 1955 und 1958) und bei sechs Teilnahmen viermal die nationalen Meisterschaften Australiens (1945, 1946/47, 1952/53 und 1958/59). Außerdem qualifizierte er sich für das Interzonenturnier in Stockholm 1948 und errang im Jahr 1950 den Titel Internationaler Meister. Den Großmeistertitel bekam er nie verliehen, da er sich zeitlebens zu weit außerhalb des zentralen, internationalen Schachgeschehens befand, um vom Weltschachverband FIDE berücksichtigt zu werden.
Lajos Steiner kehrte nach dem Krieg nur noch einmal nach Europa zurück und spielte während dieser Zeit drei Schachturniere. Er verarbeitete seine diesbezüglichen Erfahrungen und Partien in seinem einzigen schachbezogenen Druckwerk Kings of the Chess Board (1948). Außerdem schrieb Steiner für die von Cecil Purdy herausgegebene Schachzeitschrift Chess World zahlreiche Artikel.
Nach Berechnungen seiner Historischen Elo-Zahl erzielte Steiner sein höchstes Rating im Jahr 1938 mit einer Zahl von 2654, danach lag er auf Position 12 in der Welt.